# Termas de Heliogábalo
Termas de Heliogábalo é o nome pelo qual é conhecido, incorretamente, um hórreo (em latim: horreum) do início do século III em Roma. A estrutura ficava na encosta nordeste do Palatino e era delimitada ao norte pela Via Sacra, ao sul pela subestrutura do terraço conhecido como Vinha Barberini, a oeste pela fundação do chamado Templo de Júpiter Estator e a leste por um terraço da era neroniana.

## História
A definição tradicional da estrutura como uma terma deve-se à existência de um balneu (termas privadas) no setor ocidental do complexo. Contudo, este balneu não era parte da estrutura original e foi incluído numa reforma no século IV. A atribuição ao reinado do imperador Heliogábalo é derivada, por outro lado, da leitura de uma passagem da "História Augusta" segundo a qual este imperador havia mandado construir um "lavacrum publicum in aedibus aulicis". A presença do Elagabálio, o santuário construído por Heliogábalo no Palatino, nas imediações da Vinha Barberini acabou por consolidar esta interpretação.
Além das termas, durante o período imperial tardio foram incorporados no complexo outras estruturas que, no passado, os arqueólogos haviam interpretado  erroneamente como um local de culto cristão, identificado alternativamente como Santa Maria Antiqua, San Cesareo in Palatio ou Santa Maria de Metrio.